# Bavor III. ze Strakonic
Bavor III. ze Strakonic (13. století – 26. ledna 1318) byl český šlechtic z rodu Bavorů ze Strakonic, syn Bavora II. Velikého. Oženil se s Markétou z Rožmberka, starší sestrou Petra z Rožmberka. Byl příbuzensky spřízněn dokonce s královským rodem Přemyslovců díky sňatku svého otce Bavora II., jenž za manželku pojal Anežku, nemanželskou dceru krále Přemysla Otakara II.

## Život

Erb Bavorů ze Strakonic

Po smrti svého otce byl jeho nástupce Bavor III. ještě nezletilý. V roce 1289 byl doložen jako purkrabí hradu Zvíkov. V roce 1293 získal od Václava II.  pro Horažďovice městská práva.
Po převzetí majetku rodu pokračoval v přestavbě hradu, když po úpravách svého otce stavbu dokončil. V johanitské části hradu dostavěl kostel a věž. Provedl rozsáhlou přestavbu hradu v Horažďovicích, kam přenesl správní funkce z Práchně. Následně je doložen v roce 1291 a v roce 1294 na zasedání zemského soudu v Praze.
V letech 1306 – 1307, po vymření Přemyslovců se postavil na stranu Jindřicha Korutanského. Ke změně v životě šlechtice ze Strakonic došlo po zvolení Rudolfa I. Habsburského českým králem. Společně s několika dalšími šlechtici  se postavil do opozice a neúčastnil se volby nového krále. V létě 1307 nový král s vojskem napadl západočeskou šlechtu a obléhal i opevněné Horažďovice. Po krátkém obléhání Horažďovického hradu, se stala situace neudržitelná a Bavor III. se rozhodl počátkem července kapitulovat. Ale král oslabený špatným zdravotním stavem dne 3. července 1307 v polním ležení zemřel. Smrtí krále by jejich spor skončil. Bavor III. mohl zůstat purkrabím na Zvíkově a ovládnout celé Pootaví. Ale zřejmě to byl Jindřich z Rožmberka, který královu smrt zatajil a nechal ještě téhož dne připravit audienci v temném stanu. Bavor III. kapituloval a vzdal se Zvíkova před mrtvým králem ještě 3. července 1307.
Tato událost zmrazila vztahy mezi Rožmberky a Bavory, i když dcera Jindřicha z Rožmberka, Markéta byla manželkou Bavora III. Není však známo, kdy byli oddáni. Bylo by možné, že se tak stalo až po smrti Jindřicha.
Po nástupu Jana Lucemburského na český trůn získal 25. července 1315 horu Prácheň se zbytky starého hradiště s povolením k výstavbě hradu. Postavil zde obranný hrad, Zpočátku měl s králem zřejmě dobré vztahy. Dochoval se však podpis na listině z 27. prosince 1317. Ve Vídni se zúčastnil jednání jako spojenec v odboji proti králi.
Jako poslední ze šlechtického rodu Bavorů ze Strakonic se významně podílel na veřejném životě království a díky svým postojům proti Rudolfu Habsburskému se ocitl v povědomí historické veřejnosti.
Přesídlil do Bavorova a v roce 1315 byl poprvé uveden s tímto přídomkem. Věnoval několik vesnic cisterciáckému řádu. A požadoval pohřeb v klášteře a zádušní mši. Ještě se vydal do Vídně jednat o míru s Friedrichem Habsburským. Záhy po návratu zemřel dne 26. ledna 1318 ve věku čtyřiceti pěti let v Bavorově, kde si vybudoval malé sídlo. Byl pohřben v klášteře Zlatá koruna v kostele Nanebevzetí Panny Marie. Jeho bezdětná manželka Markéta ho  přežila o čtyřicet let. Zemřela v roce 1357, není známo kde. Je pohřbena v Rožmberské hrobce ve Vyšším Brodě.

## Inspirace v literatuře
Kniha pro mládež Radovana Procházky Bouře nad Pořešínem se odehrává na hradě Pořešín v době, kdy byl jeho majitel Bavor III. obléhán v Horažďovicích vojskem Rudolfa Habsburského.